# Alladyn (film 1992)
Alladyn (ang. Aladdin) – brytyjski film animowany z 1992 roku wyprodukowany przez Bevanfield Films. Adaptacja historii o Aladynie i magicznej lampie z Księgi tysiąca i jednej nocy.

## Obsada (głosy)
- Nicky Stoter jako Alladyn
- Derek Jacobi jako czarownik
- Kate O'Mara jako Madam Roly Poly
- Jason Connery jako Wezyr
- Penelope Keith jako Madam Dim Sum
- Edward Woodward jako Sułtan
- Kenny Andrews jako Dżinn z pierścienia
- Kate Lock
- Nigel Greaves
- Geoffrey Matthews

## Wersja polska
W Polsce film został wydany na kasetach VHS. Dystrybucja: Vision.